# Playoffs NBA 2000
Navigation
Édition précédente Édition suivante
Les playoffs NBA 2000 sont les séries éliminatoires (en anglais, playoffs) de la saison NBA 1999-2000.
Les Lakers de Los Angeles battent en finale les Pacers de l'Indiana.

## Fonctionnement
Au premier tour, l'équipe classée numéro 1 affronte l'équipe classée numéro 8, la numéro 2 la 7, la 3 la 6 et la 4 la 5. En demi-finale de conférence, l'équipe vainqueur de la série entre la numéro 1 et la numéro 8 rencontre l'équipe vainqueur de la série entre la numéro 4 et la numéro 5, et l'équipe vainqueur de la série entre la numéro 2 et la numéro 7 rencontre l'équipe vainqueur de la série entre la numéro 3 et la numéro 6. Les vainqueurs des demi-finales de conférence s'affrontent en finale de conférence. Les deux équipes ayant remporté la finale de leur conférence respective (Est ou Ouest) sont nommées championnes de conférence et se rencontrent ensuite pour une série déterminant le champion NBA.
Chaque série de playoffs se déroule au meilleur des 7 matches, sauf le premier tour qui se joue au meilleur des 5 matches.

## Classements de la saison régulière
| Champion de division | Qualifié pour les playoffs | Non qualifié pour les playoffs |

| Conférence Est | Conférence Est         | Conférence Est | Conférence Est | Conférence Est |
| No             | Franchise              | Vic.           | Déf.           | PCT            |
| -------------- | ---------------------- | -------------- | -------------- | -------------- |
| 1              | Pacers de l'Indiana    | 56             | 26             | 68.3           |
| 2              | Heat de Miami          | 52             | 30             | 63.4           |
| 3              | Knicks de New York     | 50             | 32             | 61.0           |
| 4              | Hornets de Charlotte   | 49             | 33             | 59.8           |
| 5              | 76ers de Philadelphie  | 49             | 33             | 59.8           |
| 6              | Raptors de Toronto     | 45             | 37             | 54.9           |
| 7              | Pistons de Détroit     | 42             | 40             | 51.2           |
| 8              | Bucks de Milwaukee     | 42             | 40             | 51.2           |
|                |                        |                |                |                |
| 9              | Magic d'Orlando        | 41             | 41             | 50.0           |
| 10             | Celtics de Boston      | 35             | 47             | 42.7           |
| 11             | Cavaliers de Cleveland | 32             | 50             | 39.0           |
| 12             | Nets du New Jersey     | 31             | 51             | 37.8           |
| 13             | Wizards de Washington  | 29             | 53             | 35.4           |
| 14             | Hawks d'Atlanta        | 28             | 54             | 34.1           |
| 15             | Bulls de Chicago       | 17             | 65             | 20.7           |

| Conférence Ouest | Conférence Ouest          | Conférence Ouest | Conférence Ouest | Conférence Ouest |
| No               | Franchise                 | Vic.             | Déf.             | PCT              |
| ---------------- | ------------------------- | ---------------- | ---------------- | ---------------- |
| 1                | Lakers de Los Angeles C   | 67               | 15               | 81.7             |
| 2                | Jazz de l'Utah            | 55               | 27               | 67.1             |
| 3                | Trail Blazers de Portland | 59               | 23               | 72.0             |
| 4                | Spurs de San Antonio      | 53               | 29               | 64.6             |
| 5                | Suns de Phoenix           | 53               | 29               | 64.6             |
| 6                | Timberwolves du Minnesota | 50               | 32               | 61.0             |
| 7                | SuperSonics de Seattle    | 45               | 37               | 54.9             |
| 8                | Kings de Sacramento       | 44               | 38               | 53.7             |
|                  |                           |                  |                  |                  |
| 9                | Mavericks de Dallas       | 40               | 42               | 48.8             |
| 10               | Nuggets de Denver         | 35               | 47               | 42.7             |
| 11               | Rockets de Houston        | 34               | 48               | 41.5             |
| 12               | Grizzlies de Vancouver    | 22               | 60               | 26.8             |
| 13               | Warriors de Golden State  | 19               | 63               | 23.2             |
| 14               | Clippers de Los Angeles   | 15               | 67               | 18.3             |

C - Champions NBA

## Tableau
|  | 1er tour         | 1er tour                  | 1er tour                  |   |                           | Demi-finales de Conférence | Demi-finales de Conférence | Demi-finales de Conférence |  |   | Finales de Conférence | Finales de Conférence | Finales de Conférence |  |    | Finales NBA         | Finales NBA | Finales NBA |
|  |                  |                           |                           |   |                           |                            |                            |                            |  |   |                       |                       |                       |  |    |                     |             |             |
|  | 1                | Pacers de l'Indiana       | 3                         |   |                           |                            |                            |                            |  |   |                       |                       |                       |  |    |                     |             |             |
|  | 8                | Bucks de Milwaukee        | 2                         |   |                           |                            |                            |                            |  |   |                       |                       |                       |  |    |                     |             |             |
|  | 8                | Bucks de Milwaukee        | 2                         |   | 1                         | Pacers de l'Indiana        | 4                          |                            |  |   |                       |                       |                       |  |    |                     |             |             |
|  |                  |                           |                           |   | 1                         | Pacers de l'Indiana        | 4                          |                            |  |   |                       |                       |                       |  |    |                     |             |             |
|  |                  | 5                         | 76ers de Philadelphie     | 2 |                           |                            |                            |                            |  |   |                       |                       |                       |  |    |                     |             |             |
|  | 4                | 5                         | 76ers de Philadelphie     | 2 | Hornets de Charlotte      | 1                          |                            |                            |  |   |                       |                       |                       |  |    |                     |             |             |
|  | 4                |                           |                           |   | Hornets de Charlotte      | 1                          |                            |                            |  |   |                       |                       |                       |  |    |                     |             |             |
|  | 5                | 76ers de Philadelphie     | 3                         |   |                           |                            |                            |                            |  |   |                       |                       |                       |  |    |                     |             |             |
|  | 5                | 76ers de Philadelphie     | 3                         |   |                           |                            |                            |                            |  | 1 | Pacers de l'Indiana   | 4                     |                       |  |    |                     |             |             |
|  | Conférence Est   |                           |                           |   |                           |                            |                            |                            |  | 1 | Pacers de l'Indiana   | 4                     |                       |  |    |                     |             |             |
|  |                  | 3                         | Knicks de New York        | 2 |                           |                            |                            |                            |  |   |                       |                       |                       |  |    |                     |             |             |
|  | 3                | 3                         | Knicks de New York        | 2 | Knicks de New York        | 3                          |                            |                            |  |   |                       |                       |                       |  |    |                     |             |             |
|  | 3                |                           |                           |   | Knicks de New York        | 3                          |                            |                            |  |   |                       |                       |                       |  |    |                     |             |             |
|  | 6                | Raptors de Toronto        | 0                         |   |                           |                            |                            |                            |  |   |                       |                       |                       |  |    |                     |             |             |
|  | 6                | Raptors de Toronto        | 0                         |   | 3                         | Knicks de New York         | 4                          |                            |  |   |                       |                       |                       |  |    |                     |             |             |
|  |                  |                           |                           |   | 3                         | Knicks de New York         | 4                          |                            |  |   |                       |                       |                       |  |    |                     |             |             |
|  |                  | 2                         | Heat de Miami             | 3 |                           |                            |                            |                            |  |   |                       |                       |                       |  |    |                     |             |             |
|  | 2                | 2                         | Heat de Miami             | 3 | Heat de Miami             | 3                          |                            |                            |  |   |                       |                       |                       |  |    |                     |             |             |
|  | 2                |                           |                           |   | Heat de Miami             | 3                          |                            |                            |  |   |                       |                       |                       |  |    |                     |             |             |
|  | 7                | Pistons de Détroit        | 0                         |   |                           |                            |                            |                            |  |   |                       |                       |                       |  |    |                     |             |             |
|  | 7                | Pistons de Détroit        | 0                         |   |                           |                            |                            |                            |  |   |                       |                       |                       |  | E1 | Pacers de l'Indiana | 2           |             |
|  |                  |                           |                           |   |                           |                            |                            |                            |  |   |                       |                       |                       |  | E1 | Pacers de l'Indiana | 2           |             |
|  |                  | O1                        | Lakers de Los Angeles     | 4 |                           |                            |                            |                            |  |   |                       |                       |                       |  |    |                     |             |             |
|  | 1                | O1                        | Lakers de Los Angeles     | 4 | Lakers de Los Angeles     | 3                          |                            |                            |  |   |                       |                       |                       |  |    |                     |             |             |
|  | 1                |                           |                           |   | Lakers de Los Angeles     | 3                          |                            |                            |  |   |                       |                       |                       |  |    |                     |             |             |
|  | 8                | Kings de Sacramento       | 2                         |   |                           |                            |                            |                            |  |   |                       |                       |                       |  |    |                     |             |             |
|  | 8                | Kings de Sacramento       | 2                         |   | 1                         | Lakers de Los Angeles      | 4                          |                            |  |   |                       |                       |                       |  |    |                     |             |             |
|  |                  |                           |                           |   | 1                         | Lakers de Los Angeles      | 4                          |                            |  |   |                       |                       |                       |  |    |                     |             |             |
|  |                  | 5                         | Suns de Phoenix           | 1 |                           |                            |                            |                            |  |   |                       |                       |                       |  |    |                     |             |             |
|  | 4                | 5                         | Suns de Phoenix           | 1 | Spurs de San Antonio      | 1                          |                            |                            |  |   |                       |                       |                       |  |    |                     |             |             |
|  | 4                |                           |                           |   | Spurs de San Antonio      | 1                          |                            |                            |  |   |                       |                       |                       |  |    |                     |             |             |
|  | 5                | Suns de Phoenix           | 3                         |   |                           |                            |                            |                            |  |   |                       |                       |                       |  |    |                     |             |             |
|  | 5                | Suns de Phoenix           | 3                         |   |                           |                            |                            |                            |  | 1 | Lakers de Los Angeles | 4                     |                       |  |    |                     |             |             |
|  | Conférence Ouest |                           |                           |   |                           |                            |                            |                            |  | 1 | Lakers de Los Angeles | 4                     |                       |  |    |                     |             |             |
|  |                  | 3                         | Trail Blazers de Portland | 3 |                           |                            |                            |                            |  |   |                       |                       |                       |  |    |                     |             |             |
|  | 3                | 3                         | Trail Blazers de Portland | 3 | Trail Blazers de Portland | 3                          |                            |                            |  |   |                       |                       |                       |  |    |                     |             |             |
|  | 3                |                           |                           |   | Trail Blazers de Portland | 3                          |                            |                            |  |   |                       |                       |                       |  |    |                     |             |             |
|  | 6                | Timberwolves du Minnesota | 1                         |   |                           |                            |                            |                            |  |   |                       |                       |                       |  |    |                     |             |             |
|  | 6                | Timberwolves du Minnesota | 1                         |   | 3                         | Trail Blazers de Portland  | 4                          |                            |  |   |                       |                       |                       |  |    |                     |             |             |
|  |                  |                           |                           |   | 3                         | Trail Blazers de Portland  | 4                          |                            |  |   |                       |                       |                       |  |    |                     |             |             |
|  |                  | 2                         | Jazz de l'Utah            | 1 |                           |                            |                            |                            |  |   |                       |                       |                       |  |    |                     |             |             |
|  | 2                | 2                         | Jazz de l'Utah            | 1 | Jazz de l'Utah            | 3                          |                            |                            |  |   |                       |                       |                       |  |    |                     |             |             |
|  | 2                |                           |                           |   | Jazz de l'Utah            | 3                          |                            |                            |  |   |                       |                       |                       |  |    |                     |             |             |
|  | 7                | SuperSonics de Seattle    | 2                         |   |                           |                            |                            |                            |  |   |                       |                       |                       |  |    |                     |             |             |